# Coriandrum sativum
El Coriandrum sativum, llamado comúnmente cilantro, coriandro, culantro europeo, perejil chino, dannia o culantro Castilla (este último nombre en  Perú, Ecuador, Honduras, Guatemala, Costa Rica y otros países americanos), es una hierba anual de la familia de las apiáceas (antes llamadas umbelíferas). Es una de dos especies aceptadas del género Coriandrum, que es el único miembro de la tribu Coriandreae.
Sus orígenes parecen inciertos, aunque generalmente se considera nativo del norte de África y el sur de Europa.

## Descripción
Planta que anualmente alcanza unos 40 o 60 cm de altura. Tiene tallos erectos, hojas compuestas por flores blancas y frutos aromáticos. Es de uso común en la cocina mediterránea, india, latinoamericana, china y del Sudeste Asiático. Todas las partes de la planta son comestibles, pero generalmente se usan las hojas frescas y las semillas secas.

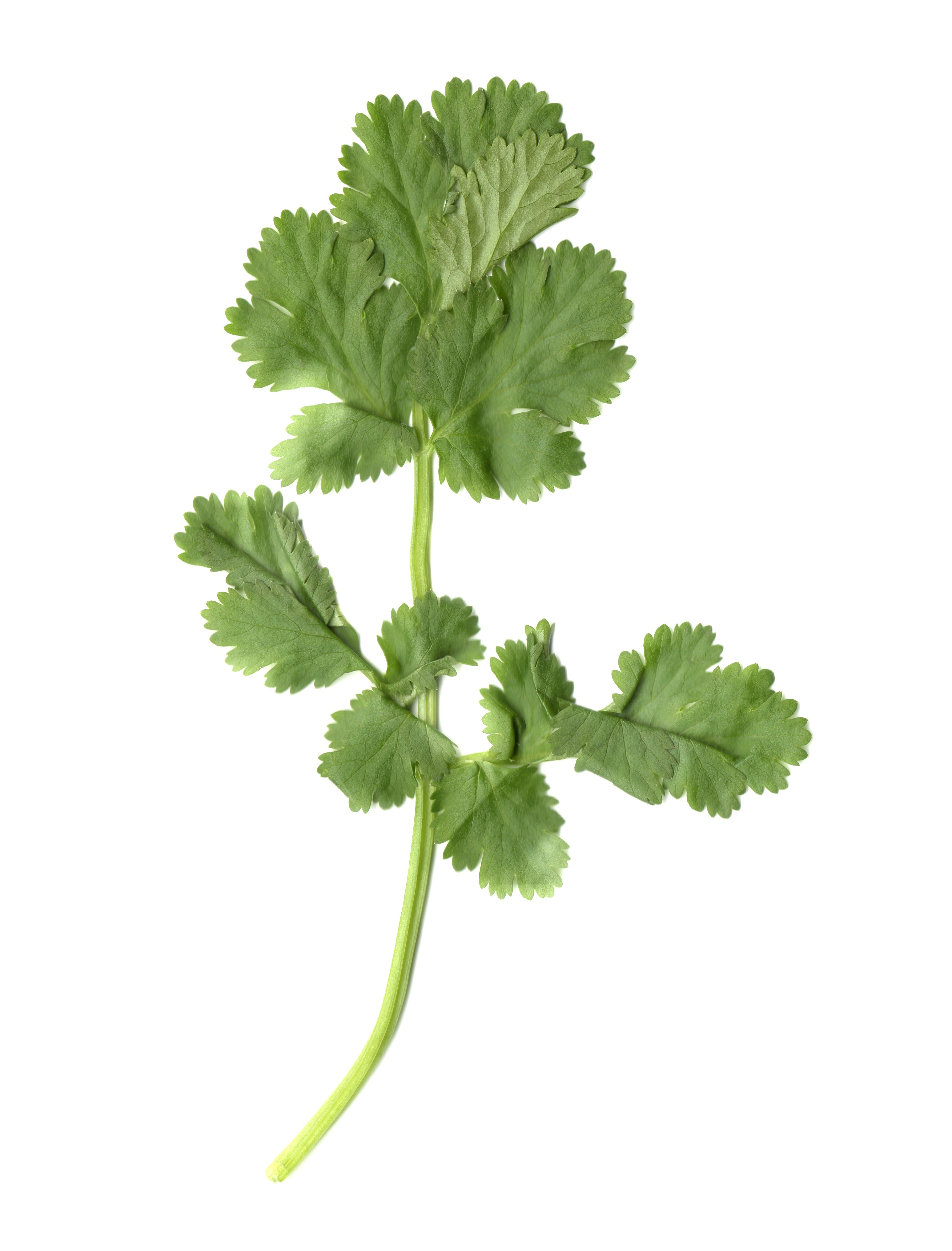
Hojas

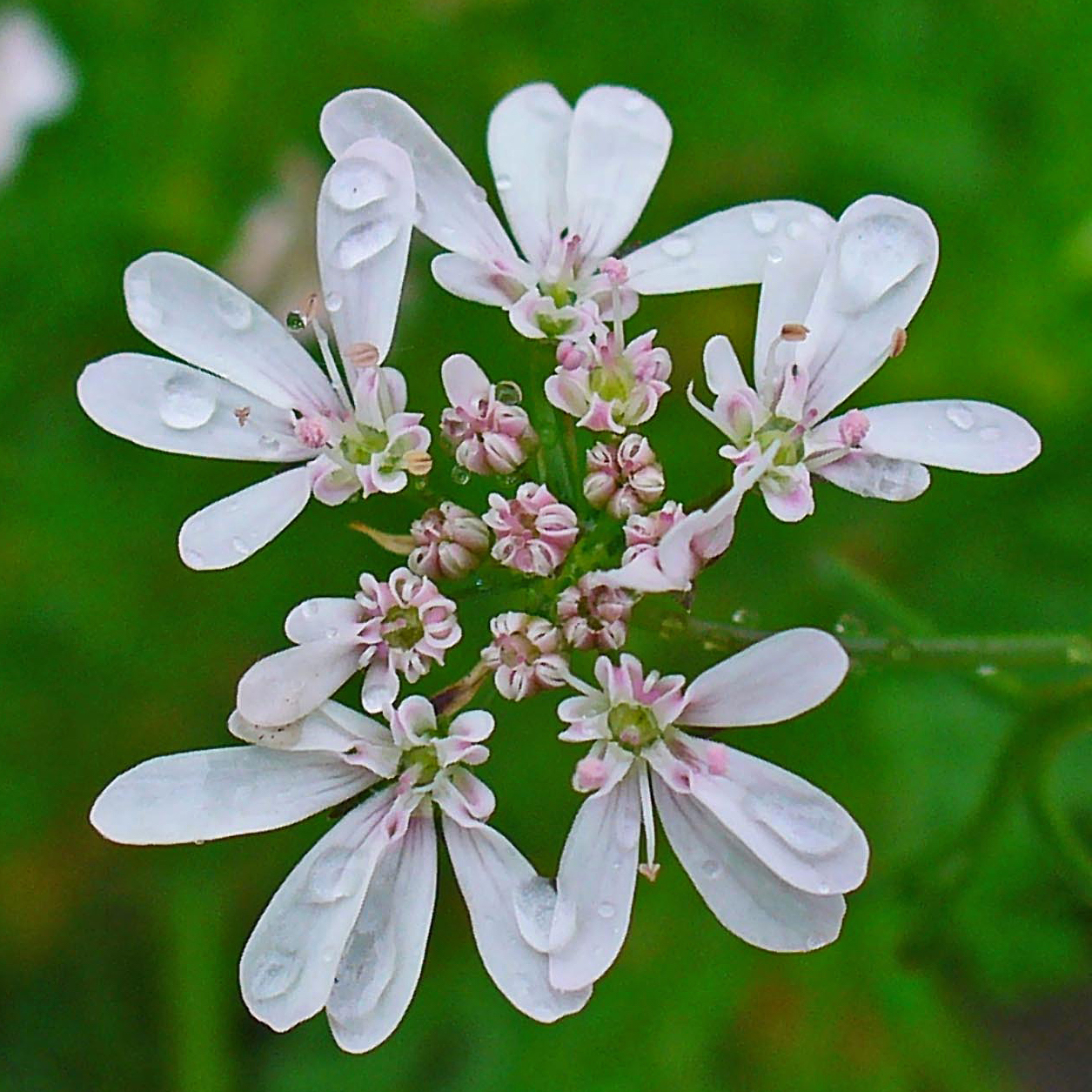
Flores

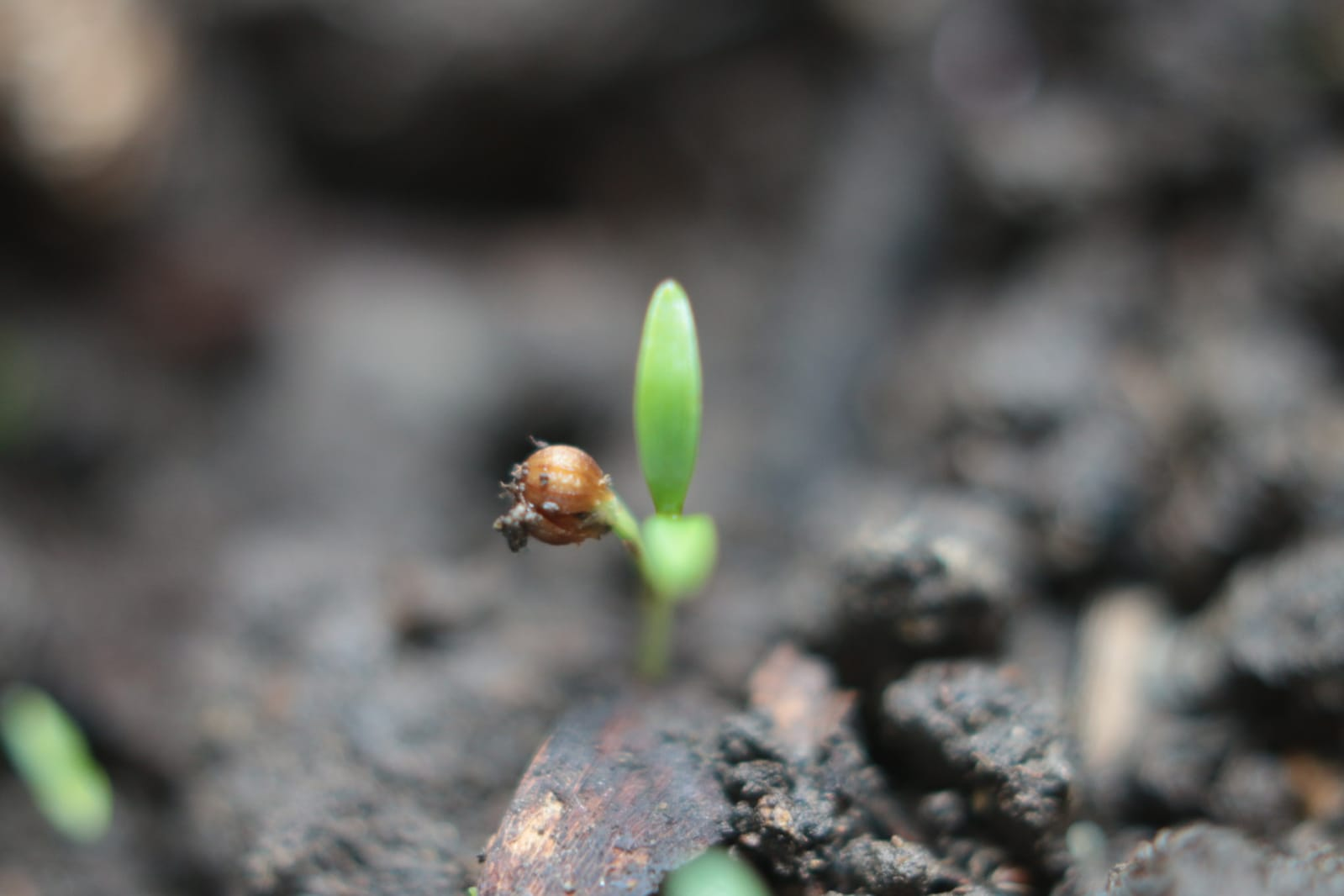
Semilla germinada de cilantro

## Cultivo
Es de hábito anual y bajo condiciones normales, el cilantro alcanza de 40 a 60 cm de altura. Se da bien en suelos flojos y permeables, y en climas templados o de montaña en la zona tropical. Aunque es bastante resistente al frío, no sobrevive en terrenos encharcados.
Es una hierba de rápido crecimiento y resistente que puede plantarse en jardines o macetas. Sus flores, pequeñas y blancas aparecen en verano.
Las semillas se siembran en hileras, a 30 cm unas de otras, poniéndolas a 2 cm de profundidad; a más profundidad no germinan pues necesitan claridad. A las tres semanas brotan las plantas y hojas.
A escala industrial, generalmente se siembra en hileras separadas de 30 a 50 cm con la misma maquinaria utilizada para los cereales. Se usan de 20 a 40 kg de semillas por hectárea.
Sus principales problemas son el pulgón del coriandro (Hyadaphis coriandrii) y los hongos si hay excesiva humedad.

## Usos
Todas las partes de la planta son comestibles; sin embargo, son las hojas frescas y las semillas secas las de uso culinario más frecuente.
Uso culinario de los frutos

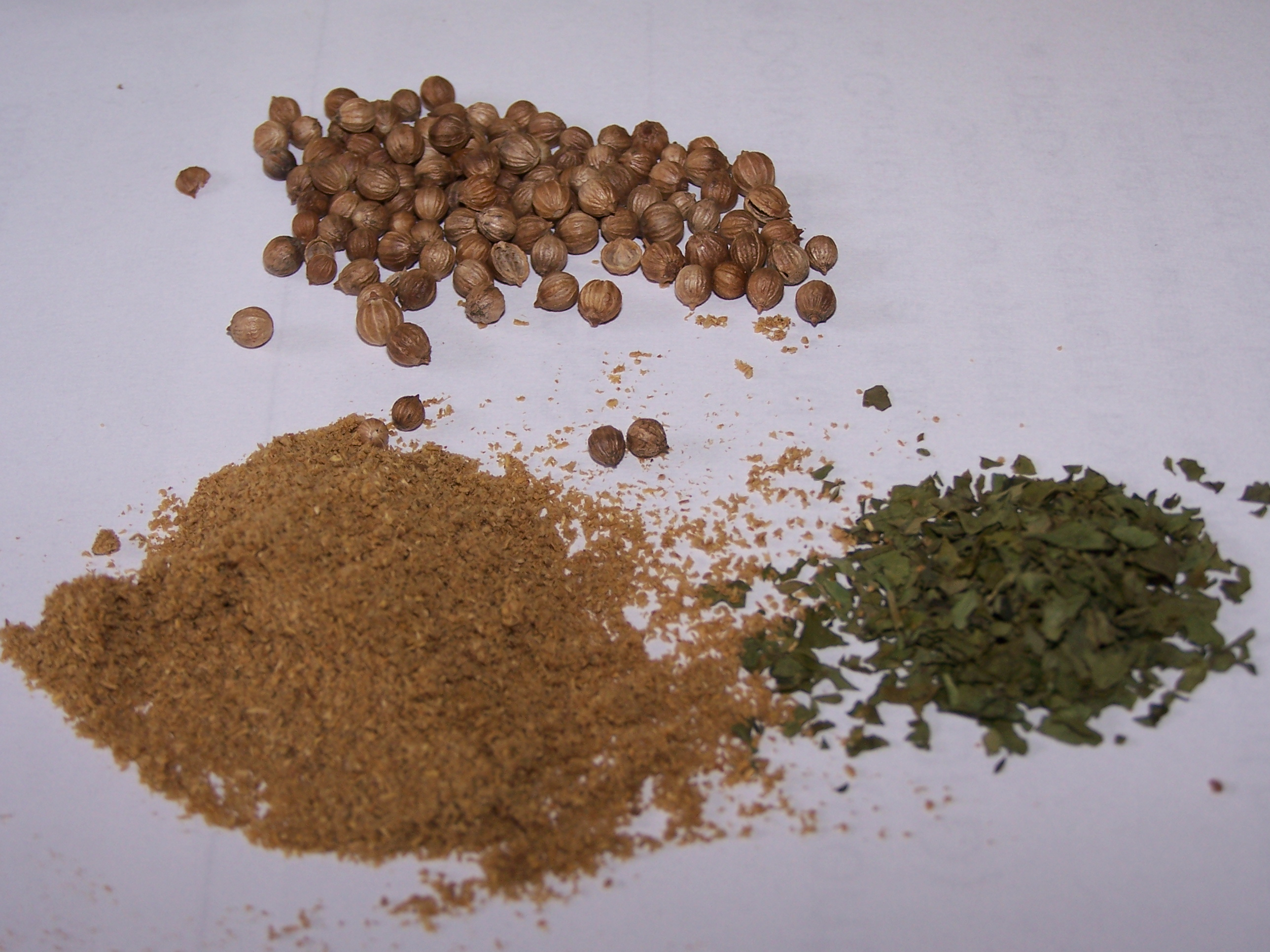
Semillas enteras (arriba), semillas en polvo (izquierda), hojas secas (derecha)

Los frutos del cilantro se usan generalmente secos. Despiden un aroma cítrico cuando se los muele o aplasta. Se usan para condimentar y son indispensables en la cocina india, en preparaciones como el curry. Son un ingrediente básico de algunas cervezas belgas, salchichas alemanas y sudafricanas, pan de centeno en Rusia y países centroeuropeos (como sustituto de la alcaravea) y en ciertos platos nativos de la cocina etíope y árabe. Se añaden molidos como aromático al café en el Medio Oriente.

#### Uso culinario de las hojas
Las hojas frescas son ingrediente esencial del chutney, de la salsa verde y el guacamole mexicanos. Las hojas picadas también se usan como adorno, añadidas al final del cocimiento o justo antes de servir, sobre sopas y otros platos. Debe conservarse en el frigorífico dentro de envases herméticos, procurando consumirlo en pocos días, ya que se marchita rápidamente. No debe secarse ni congelarse porque pierde el aroma.
En Panamá, su uso es tradicional en la cocina panameña; empleadas en sopas, carnes, y guisos. Se utiliza preferentemente el culantro.
En Colombia, se emplea ampliamente en la preparación de sopas, ensaladas y puré de aguacate (también conocido en ese país como guacamole); aderezos con ají, entre otros usos. Hay dos variedades que conservan el mismo sabor, la que se siembra en clima templado cuyas hojas son más grandes y claras y la de clima frío, más verde y con hojitas muy finas.
En Ecuador, recibe el nombre de culantro, cilantro o hierbita. Se la utiliza en casi todos los platos: diversos platos típicos tanto de la región litoral como en la sierra, tales como el encebollado, el seco de chivo o gallina, locro de papas, entre otros.
En Perú, esta hierba se conoce como culantro, y se usa para preparar una de las comidas más típicas: el arroz con pollo. También se utiliza para preparar el uchucuta (salsa para guisos hecha de esta especia combinada con ají).
En Guatemala llamado cilantro, se usa para elaborar el "chirmol" (tomate picado, cebolla, cilantro, sal y limón) que se usa como acompañamiento o ensalada en platos como carne o pollo asado a la parrilla, pescado frito, entre otros… También se utiliza como hierba aromática en sopas e ingrediente en platillos típicos.
En Honduras también se le conoce como culantro, y es utilizado en diferentes acompañantes, como el conocido chimol o salsa casera mexicana (tomate, chile dulce (pimiento verde), cebolla y el culantro; o para realzar el sabor de las salsas y otras guarniciones.
En México su uso es muy extenso, se utiliza en la preparación de diversas salsas y moles, como saborizante en sopas y caldos, y fresco y picado como aderezo de diferentes tipos de tacos y antojitos.
En Guatemala, Costa Rica y otros países de América Central, se le conoce como culantro o cilantro y se utiliza frecuentemente para proporcionar sabor a las sopas o caldos, agregándose a estos una ramita —incluyendo la raíz y las hojas— justo antes de retirarlos de la cocina.
España: en Canarias es muy popular el uso de las hojas frescas en potajes y mojos que acompañan tanto carnes como pescados; en Extremadura es un ingrediente fundamental en el escabeche de Cuaresma para el bacalao y los repápalos que, por su parte, también lo llevan.
En Chile es muy popular en casi todas las comidas, se utiliza en la salsa pebre, las ensaladas y las cazuelas.
En Paraguay se lo conoce en guaraní como "kuratũ" (hispanizado, kuratú). Se lo utiliza fresco en una gran variedad de preparaciones, tales como sopas, guisos, verduras, ensaladas, pescados y aves. Combinado con otras especias aromáticas, se lo emplea en la elaboración de embutidos y chacinados, y en adobos para carnes de cordero y de cerdo. También para darle un mejor sabor a la cerveza en su proceso de fabricación. Los granos, enteros o triturados, se utilizan en carnes asadas, hortalizas rellenas, salsa curry y en conservas con vinagre. Un adobo tradicional para conservar carnes consiste en una mezcla de cilantro, comino y vinagre. Además son utilizadas las semillas secas molidas con sal, como condimento para huevos cocidos, que tradicionalmente son consumidas con mandioca hervida.
En Venezuela se considera un ingrediente fundamental de la cocina nacional. Es ampliamente utilizado en la preparación de sopas, guisos, carnes, pescados, ensaladas y salsas, como la famosa guasacaca (salsa preparada a base de aguacate, pimentón verde o pimiento verde, ajo, cebolla y cilantro). Su aroma y sabor son muy apreciados en la gastronomía venezolana, tanto así, que los venezolanos asocian esta hierba a su cocina autóctona.
En Brasil se le conoce como coentro y es ingrediente importante en ciertos platos de la culinaria bahiana, especialmente.

#### Aromatizante
La esencia o aceite esencial de cilantro se usa como aromatizante de licores, bebidas digestivas y en perfumería.

También se utiliza como complemento en algunos platos como sopas y similares.
Se suele utilizar como agente protector alrededor de cultivos como tomate y papaya frente a plagas y enfermedades.

#### Uso medicinal
En herbología se utilizan los preparados de cilantro por sus propiedades estimulantes, antiespasmódicas y estomacales.
Debido a sus propiedades bactericidas se utiliza para combatir el mal aliento, masticando las hojas. También evita el mal olor de las axilas aplicando el jugo extraído de las partes blandas de la planta sobre ellas.

## Taxonomía
Coriandrum sativum fue descrita por Carlos Linneo y publicado en Species Plantarum 256. 1753.
Citología
Número de cromosomas de Coriandrum satiuum (Fam. Umbelliferae) y táxones infraespecíficos: 2n=22
Etimología
El nombre vernáculo "coriandro" en todos los idiomas de la Europa Occidental deriva del latín coriandrum y a su vez del griego antiguo κορίαννον (koríannon), de origen no indoeuropeo.
Sinonimia
- Bifora loureiroi Kostel
- Coriandropsis syriaca H. Wolff
- Coriandrum diversifolium Gilib
- Coriandrum globosum Salisb
- Coriandrum maius Gouan
- Coriandrum maius Garsault
- Selinum coriandrum Krause
- Sium coriaudrum Vest[11]

## Nombres comunes
- Cilantro, coriandro, culantro europeo, culantro castilla (Costa Rica), culantro (Perú), kuratũ (Paraguay), perejil chino o dania.[12]